# Mauser M.1918
Маузер М.1918 (нім. Mauser T-gewehr, Tankgewehr M 1918, 13-мм протитанкова рушниця Маузер М.1918; також на жаргоні — «Слоняча рушниця») — німецька протитанкова рушниця, калібру 13,2 мм кінця Першої світової війни. Перша у світі протитанкова рушниця (ПТР), була аналогом піхотної гвинтівки Mauser 98 зразка 1898, тільки без магазина для патронів та значно масивнішою.

## Історія створення та використання
Вимушена вести бій проти танків, німецька піхота потребувала простого та мобільного засобу боротьби з ними. 27 листопада 1917 фірма «Маузер» отримала замовлення на проектування ПТР під спеціальний бронебійний T-Patrone калібру 13 мм, створений магдебурзькою фірмою «Polte». Через шість днів на розгляд німецького Генерального штабу був представлений перший проект рушниці, а 21 січня 1918 нова зброя була продемонстрована армійському командуванню. Після проведення військових випробувань прийнято на озброєння під індексом «13-мм протитанкова рушниця Маузер М.1918». У травні освоєно серійне виробництво. За п'ять місяців 1918 було виготовлено 15 800 одиниць, при плані у 30 тис. Загалом на фронт надійшло 4632 цих ПТР.

### Бойове застосування
Масоване постачання у війська почалося в травні 1918, проте перше бойове застосування сталося у березні. Спочатку на батальйон припадала одна рушниця, але згодом кожна рота повинна була мати її на озброєнні. Німцями рушниця застосовувалась на Західному фронті проти британських і французьких танків аж до закінчення бойових дій.
Оскільки бронепробиття рушниці було не найкращим, рекомендувалося вести вогонь по танках з дистанції не більше 100 метрів та по певним місцям бронетехніки, а саме місцям розташування агрегатів, боєприпасів та екіпажу. Для поліпшення стійкості при стрільбі рушниця встановлювалася на сошки від кулемета MG 08/15. Відсутність тактичних прийомів використання ПТР та сильний відбій перешкоджали точній стрільбі. Все це не дозволяло Маузеру М.1918 стати ефективним засобом протитанкової оборони. На рахунку бійців озброєних Маузером М.1918, виявилося всього сім французьких танків.
Станом на 1932 рік Рейхсвер мав на озброєнні 1074 одиниці цих ПТР. У період між війнами використовувалась у локальних збройних конфліктах та на початку Другої світової війни, під час вторгнення Німеччини у Польщу.

## Тактико-технічні характеристики та особливості протитанкової рушниці

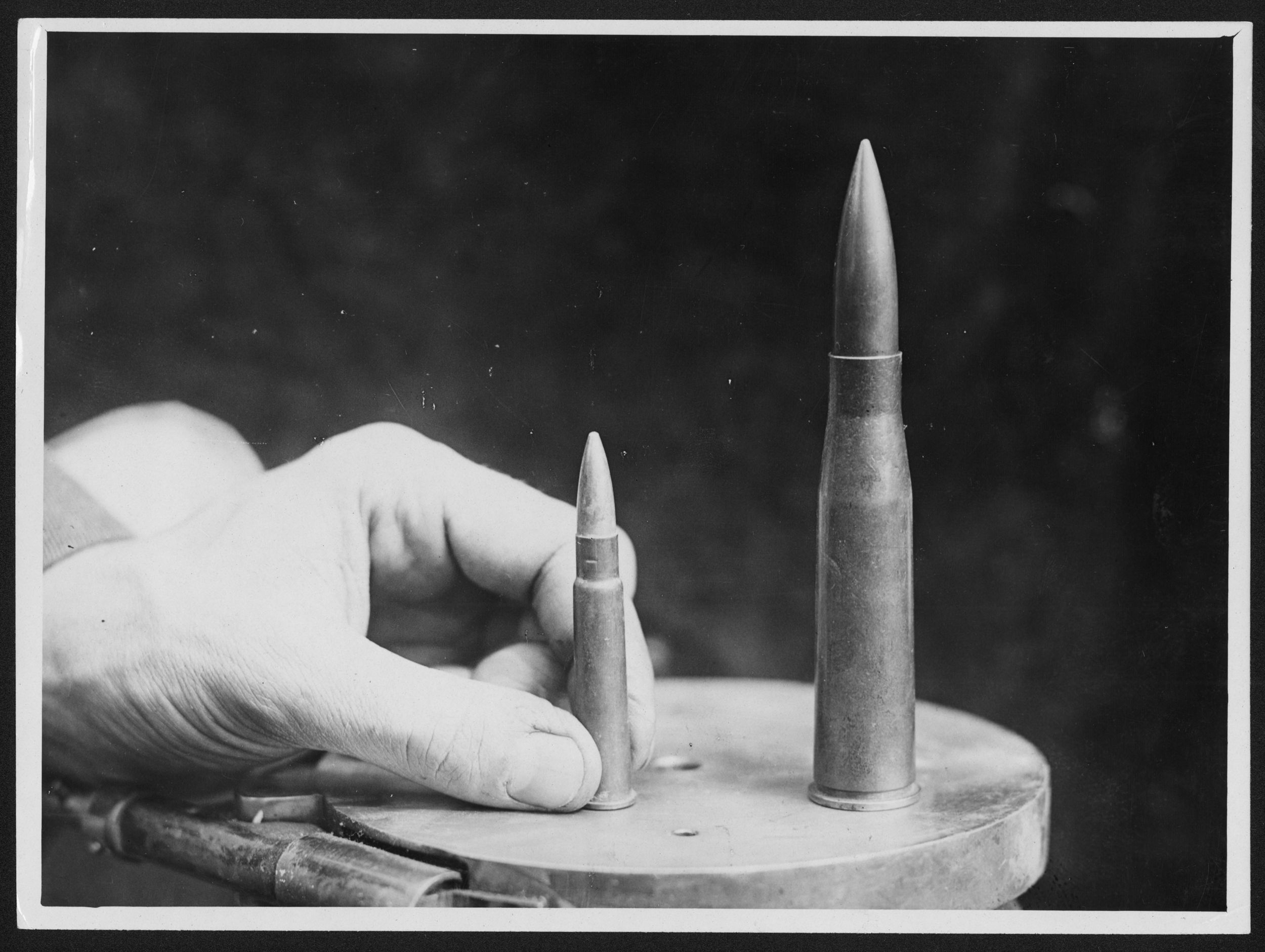
13,2×92SR (праворуч) у порівнянні з .303 British

### ТТХ
- Калібр 13,2 мм. під 13,2×92SR T-Patrone (бронебійний)
- Швидкість стрільби — 6 пострілів за хвилину
- Вага без патрона — 17,7 кг[7]
- Вага патрона — 795 г
- Вага кулі — 62,5 г[4]
- Довжина — 1680 мм
- Довжина ствола — 983 мм
- Початкова швидкість кулі — 913 м/с
- Вид живлення — однозарядна
- Прицільна дальність пострілу — 500 метрів
- Приціл відкритий регульований з поділом від 100 до 500 метрів[8]

### Характерні особливості конструкції
- Обслуговували рушницю двоє бійців

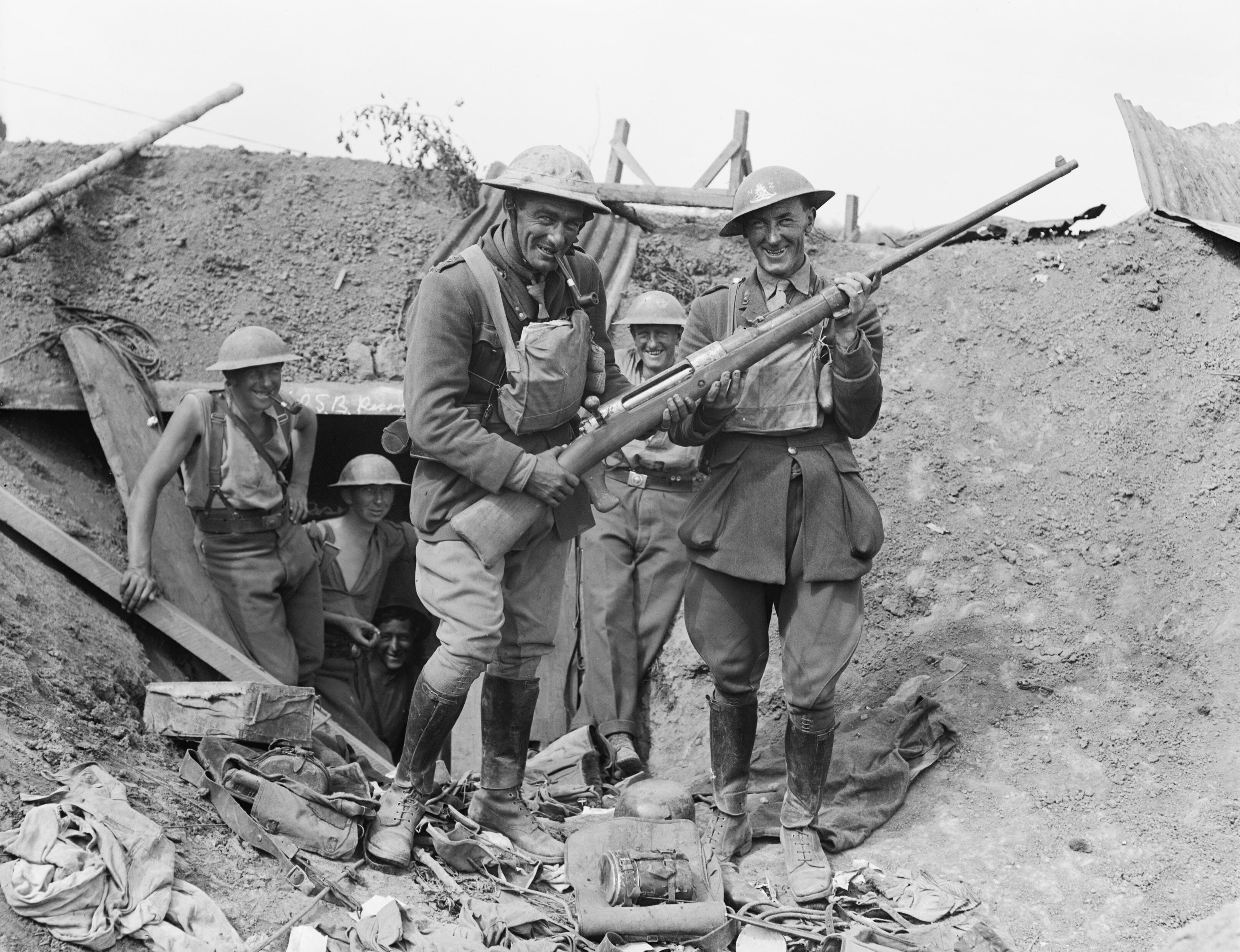
Новозеландські солдати з трофейною M.1918, Франція, Перша світова. Через великі розміри на солдатському жаргоні звалася «Слонячою рушницею»

- Наявність запобіжника, розташованого за руків'ям перезарядження
- Використання пістолетного руків'я
- Для кращої стійкості рушницю було встановлено на сошки від ручного кулемета Максима MG 08/15
- Бронепробиття сталевого листа під кутом зустрічі 90°[2]:
  - 100 м — 26,0 мм
  - 200 м — 23,5 мм
  - 400 м — 21,5 мм
  - 500 м — 18,0 мм

### Недоліки конструкції
- Сильний відбій[Вин. 3] примушував стрільців мінятися після декількох пострілів
- Низька швидкість стрільби
- Малий ресурс ствола

### Виноски
1. ↑  13,2×92SR патрон мав латунну пляшкову гільзу з пологим скатом довжиною 92 мм, виступаючу закраїну з проточкою і містив заряд нітроцелюлозного пороху масою 13 г. Загострена, з конічною донною частиною куля масою 62,5 г, складалася з біметалевої оболонки, свинцевої сорочки і сталевого загартованого осердя
2. ↑  Бронепробиття — максимальна товщина в мм пробиття однорідної сталевої перепони артилерійськими снарядами різних типів, що використовують кумулятивний ефект, або ефект ударного ядра
3. ↑  Відбій зброї — рух зброї в бік, зворотний пострілу